# Thomas J. Bassler
Thomas J. Bassler (Iowa, Estados Unidos, 7 de julio de 1932-13 de diciembre de 2011), conocido generalmente como T. J. Bass es un autor de ciencia ficción y médico estadounidense.
Bass empezó a publicar en la revista If en 1968. Publicó unos pocos relatos y un par de novelas, llegando a estar nominado a los prestigiosos premios Nebula y Locus por su última novela. Entonces dejó de escribir, con lo que su corta carrera de escritor solo duró 6 años.
En círculos médicos, es conocido por fundar la American Medical Joggers.